# An Cát
An Cát (chữ Hán phồn thể: 安吉縣, chữ Hán giản thể: 安吉县, âm Hán Việt: An Cát huyện) là một huyện thuộc địa cấp thị Hồ Châu, tỉnh Chiết Giang, Cộng hòa Nhân dân Trung Hoa. Quận này có diện tích 1882 km², dân số 450.000 người. Mã số bưu chính của huyện An Cát là 313300. Chính quyền nhân dân huyện An Cát đóng ở số 1, đường Linh Chi Tây, trấn Hàng Cai. Về mặt hành chính, An Cát được chia thành 10 trấn, 5 hương.
- Trấn: Đệ Phố, Hiếu Phong, Mai Khê, An Thành, Báo Phúc, Thiên Hoang Bình, Hàng Cai, Lương Minh, Thảo Thôn, Cao Vũ, Chương Ngô.
- Hương: Côn Đồng, Khê Long, Quy Sơn, Thượng Thự, Sơn Xuyên.